# Sylviane Muller
Sylviane Muller (* 1952) ist eine französische Immunologin und Professorin an der Universität Straßburg. Sie war Forschungsdirektorin am Centre national de la recherche scientifique (CNRS).

## Leben
Sie promovierte in Naturwissenschaften an der Universität Straßburg und war anschließend zwei Jahre lang als Postdoc am Max-Planck-Institut für Immunbiologie und Epigenetik in Freiburg im Breisgau.
Sie trat 1981 in das CNRS ein. Von 2001 bis 2017 leitete sie die CNRS-Einheit Immunopathologie und therapeutische Chemie am Institut de Biologie Moléculaire et Cellulaire (IMBC) in Straßburg. Dort erforschte sie die Immunantwort und ihre Fehlfunktionen, um Autoimmun-, Tumor- und Infektionskrankheiten zu behandeln. Mit ihrem Team entdeckte sie die therapeutische Wirkung des Peptids P140 bei Lupus. Auf der Grundlage von P140 wird ein Arzneimittelkandidat, Lupuzor, entwickelt. Doch die internationale Phase-III-Pivotstudie zu Lupuzor, die 2015 in den USA begann und 2018 abgeschlossen wurde, konnte die Wirksamkeit des Moleküls nicht nachweisen.
Sie ist Mitbegründerin der Unternehmen Polypeptide France und ImmuPharma.
Im Jahr 2020, während der COVID-19-Pandemie, war sie Mitglied des französischen Komitees für Forschungsanalyse und Expertise (Comité analyse recherche et expertise CARE), in dem 12 Wissenschaftler und Ärzte zusammenkamen, um die Regierung bei der Behandlung und den Tests gegen SARS-CoV-2 zu beraten.
Seit 2021 leitet sie das neu gegründete Institut du médicament de Strasbourg (IMS).

## Preise und Auszeichnungen
- 2009: Silbermedaille des CNRS[7]
- 2015: Innovationsmedaille des CNRS[3]
- 2016: Léon-Velluz-Preis der Académie des sciences[8]
- 2016: Offizier des französischen Verdienstordens Ordre national du Mérite[1]
- 2017: Finalistin für den Europäischen Erfinderpreis in der Kategorie Forschung[9]
- 2020: Wahl in die Academia Europea[10]
- 2020: Wahl in die European Academy of Sciences[11]
- 2021: Offizier der Ehrenlegion[12]